# Veruschka
Veruschka, nome d'arte di Vera Gottliebe Anna von Lehndorff-Steinort (Königsberg, 14 maggio 1939), è una supermodella e attrice tedesca degli anni sessanta.

## Biografia
Secondogenita del conte Heinrich von Lehndorff-Steinort e della contessa Gottliebe von Kalnein, esponenti della nobiltà prussiana. Il padre, ufficiale della riserva, divenne uno degli uomini chiave della resistenza tedesca antinazista. Accusato di aver fatto parte del complotto del 20 luglio, fu impiccato il 4 settembre 1944, mentre la moglie, incinta della quarta figlia al momento dell'attentato, fu internata in un campo di lavoro. Vera e le sorelle, separate dalla madre, furono portate a Bad Sachsa, insieme con i figli degli altri congiurati.
Vera von Lehndorff-Steinort studiò ad Amburgo e Firenze. Nel 1959 fu scoperta dal fotografo Ugo Mulas, che la lanciò come modella. A Parigi e New York City (dove si era trasferita nel 1961) non riscosse il successo sperato e tornò a Monaco di Baviera, dove cominciò a spargere la voce di essere russa, cambiando persino il nome in Veruschka per creare un alone di mistero.
L'operazione riuscì e Veruschka si affermò come una delle prime e più importanti top model di quegli anni, anche grazie al lavoro del fotografo Franco Rubartelli, suo compagno di vita e di lavoro per alcuni anni, che le dedicò il lungometraggio Veruschka, poesia di una donna nel 1971. Veruschka apparve anche in una piccola ma significativa parte, nel film Blow-Up di Michelangelo Antonioni (1966), ambientato nella Swinging London; recitò inoltre in Salomè di Carmelo Bene.
In quegli stessi anni si dedicò al body painting, cosa che ha poi continuato nel corso degli anni, divenendo celebre per le sue performance camaleontiche, in cui si confonde con gli ambienti naturali o con gli sfondi sui quali si fa fotografare, tanto da meritarsi l'appellativo datole dalla stampa di "camaleonte psichedelico". Dal 1975 si è allontanata dalle passerelle, dedicandosi alla fotografia, alla pittura e al cinema. È comparsa in un piccolo cameo in Casino Royale nel 2006.

## Filmografia
- Salvador Dali at Work, regia di Jonas Mekas (1964), cortometraggio
- Blow-Up, regia di Michelangelo Antonioni (1966)
- Veruschka, poesia di una donna, regia di Franco Rubartelli (1971)
- Salomè, regia di Carmelo Bene (1972)
- Cattivi pensieri, regia di Ugo Tognazzi (1976)
- Couleur chair, regia di François Weyergans (1978)
- Milo-Milo, regia di Nicos Perakis (1979)
- Dorian Gray im Spiegel der Boulevardpresse, regia di Ulrike Ottinger (1984)
- La sposa promessa, regia di Franc Roddam (1985)
- Vom Zusehen beim Sterben, regia di Hubertus Meyer-Burckhardt e Dorothee Schön (1985), cortometraggio
- L'orchestre rouge, regia di Jacques Rouffio (1989)
- Veruschka - (m)ein inszenierter Körper, regia di Paul Morrissey e Bernd Boehm (2005)
- Casino Royale, regia di Martin Campbell (2006)
- La vacanza, regia di Enrico Iannaccone (2019)

## Televisione
Nel 1972 prese parte insieme a Ombretta Colli, Paola Quattrini, Luciana Paluzzi e Mariolina Cannuli a una serie di sketch della rubrica pubblicitaria televisiva Carosello, pubblicizzando il dentifricio Binaca della Ciba.

## Agenzie
- Women Management - New York
- Why Not Model Agency